# Rubus aghadergensis
Rubus aghadergensis är en rosväxtart som beskrevs av David Elliston Allen. Rubus aghadergensis ingår i släktet rubusar, och familjen rosväxter. Inga underarter finns listade i Catalogue of Life.